# Carex jiaodongensis
Carex jiaodongensis là một loài thực vật có hoa trong họ Cói. Loài này được Y.M.Zhang & X.D.Chen mô tả khoa học đầu tiên năm 1993.